# Вулиця Водопійна (Біла Церква)
Вулиця Водопійна  — одна з вулиць у місті Біла Церква.
Бере свій початок з вулиці Шаумяна і закінчується виходом до вулиці Першотравнева.

## Будівлі
- Білоцерківська станція екстреної медичної допомоги, 40[1].
- Білоцерківська спеціалізована школа І-ІІІ ступенів № 9 з поглибленим вивченням іноземних мов Білоцерківської міської ради Київської області, 22;[2].